# Maosanram
Mao-san-ram (o Maosanram) és un estat del grup dels estats Khasis a Meghalaya a les muntanyes Khasi. Tenia una població el 1881 de 1.102 habitants i el 1901 de 1.414. El seu cap portava el títol de siem i el 1881 es deia U Ramman. Hi havia algunes pedreres i mines de carbó i ferro, però no s'explotaven. Els ingressos s'estimaven en 2.930 rúpies el 1903. La capital era Moasanram. El prefix "mao" vol dir "pedra" i està en molts noms geogràfics khasis. La muntanya més alta de l'estat tenia 1.801 metres (el carbó es trobava a uns 1200 o 1200 metres).